# Лагосский карнавал
Лагосский карнавал (англ. Lagos Carnival), также известный как Фанти или карнавал Каретта — одно из самых известных культурных мероприятий в Западной Африке. Карнавал обычно проводится во время Лагосского фестиваля чёрного наследия — красочного фольклорного фестиваля, который ежегодно проходит в Лагосе. Традиция проводить карнавал в Лагосе зародилась ещё в колониальный период в Лагосе, в XIX веке, когда в Нигерию стали возвращаться её уроженцы, вывезенные в рабство в Бразилию. Решением властей Нигерии карнавал был восстановлен в 2010 году. Мероприятие, как правило, проходит на острове Лагос, где участники выступают в национальных одеждах и демонстрируют различные виды развлечений, включая музыку и танцы, и представляет собой эклектичную смесь нигерийских, бразильских и кубинских карнавальных традиций.